# رنجر ۹
رنجر ۹ (به انگلیسی: Ranger 9) یک فضاپیمای بدون سرنشین پروژه فضایی رنجر ساخت ایالات متحده آمریکا بود و در تاریخ ۲۱ مارس ۱۹۶۵ به سوی فضا پرتاب شد. این فضاپیما واپسین فضاپیمای رنجر بود. این کاوشگر فضایی توسط ناسا طراحی شد و هدف آن گرفتن عکس‌های با وضوح بالا از سطح کره ماه و انتقال آن‌ها به کره زمین بود.